# Supertaça Portuguesa de Futsal de 2017
A Supertaça Portuguesa de Futsal de 2017 foi a 20.ª edição da Supertaça Portuguesa de Futsal.
Opôs o campeão nacional Sporting CP, enquanto vencedor da Liga Sport Zone de 2016–17, ao SL Benfica, vencedor da Taça de Portugal de Futsal de 2016–17.
A partida foi disputada a 2 de setembro de 2017 no Pavilhão Municipal Mário Mexia, em Coimbra.

## Historial
O Sporting qualificou-se para a sua 11.ª participação na Supertaça Portuguesa de Futsal, tendo anteriormente conquistado seis títulos na prova.
O Benfica, detentor do troféu, conquistado na época anterior, qualificou-se para a sua 11.ª participação na Supertaça de Futsal, tendo anteriormente conquistado oito títulos na prova.

## Qualificação
O Sporting qualificou-se para a Supertaça de Futsal de 2017 enquanto Campeão Nacional, após vitória por 3–1 frente ao SC Braga/AAUM na final da Liga Sport Zone de 2016–17.
O Benfica qualificou-se para esta edição da Supertaça enquanto vencedor da Taça de Portugal, após vitória por 5–1 frente ao Burinhosa.

## Partida
| 2 de setembro de 2017 | Sporting Clube de Portugal           | 3 – 2 | Sport Lisboa e Benfica          | Pavilhão Municipal Mário Mexia, Coimbra |
| 14:30                 | Pany Varela 2', 31' · Pedro Cary 23' |       | Rafael Henmi 7' · Chaguinha 28' | Público: 2 230                          |

| Sporting CP | SL Benfica |

## Campeão
| Supertaça Portuguesa de Futsal de 2017 |
| -------------------------------------- |
| Portugal                               |
| Sporting Clube de Portugal 7° Título   |